# Apathya
Apathya — рід ящірок родини ящіркових (Lacertidae). Представники цього роду мешкають в Західній Азії. Рід названий на честь угорського зоолога Іштвана Апаті

## Види
Рід Apathya нараховує 2 види:
- Apathya cappadocica (Werner, 1902)
- Apathya yassujica (Nilson, Rastegar-Pouyani, Rastegar-Pouyani & Andrén, 2003)